# Remus Roșca
Remus Roșca (d. 1950, Dej) a fost un deputat în Marea Adunare Națională de la Alba Iulia, organismul legislativ reprezentativ al „tuturor românilor din Transilvania, Banat și Țara Ungurească”, cel care a adoptat hotărârea privind Unirea Transilvaniei cu România, la 1 decembrie 1918.

## Biografie
Remus Roșca a fost preot în parohia Trăznea, din județul Sălaj, în anii 1910-1918 și apoi în Zalău, fiind și preot-profesor-catichet la școlile din acest oraș. În același timp, Remus Roșca a fost redactor la gazeta „Meseșul’’ din Zalău. A fost unul dintre organizatorii marii adunări antirevizioniste din 28 mai 1933 din Zalău.